# Les Moissons du printemps
Pour plus de détails, voir Fiche technique et Distribution.
Les Moissons du printemps (Racing with the Moon) est une comédie dramatique américaine réalisée par Richard Benjamin, sortie en 1984.

## Synopsis
En 1942, deux jeunes américains, Hopper et Nicky, décident de s'engager dans les Marines. Avant de s'embarquer vers le front, ces deux vieux amis décident de faire les quatre cents coups. Le quatre cent unième leur fera trouver l'amour pour l'un, l'amitié pour l'autre.

## Fiche technique
- Titre : Les Moissons du printemps
- Titre original : Racing with the Moon
- Réalisation : Richard Benjamin
- Scénario : Steven Kloves
- Photographie : John Bailey
- Musique : Dave Grusin
- Montage : Jacqueline Cambas et Nicholas James
- Production : Alain Bernheim et John Kohn
- Pays de production :  États-Unis
- Langue : anglais
- Durée : 108 minutes
- Dates de sortie :
  - États-Unis : 23 mars 1984
  - France : 27 juin 1984
- Affiche : Jouineau Bourduge (France)

## Distribution
- Sean Penn (VF : Mark Lesser) : Henry 'Hopper' Nash/Lou
- Elizabeth McGovern : Caddie Winger
- Nicolas Cage (VF : Éric Baugin) : Nicky/Bud
- John Karlen : M. Nash
- Rutanya Alda : Mme Nash
- Max Showalter : M. Arthur, le professeur de piano
- Bob Maroff : Al
- John Brandon (acteur)John Brandon : M. Kaiser
- Eve Brent : Mme Kaiser
- Suzanne Adkinson (VF : Céline Monsarrat) : Sally Kaiser
- Shawn Schepps (VF : Aurélia Bruno) : Gretchen
- Michael Madsen (VF : Daniel Beretta) : Frank
- Michael Talbott : Bill (un marin)

## Critiques
Pour le magazine Télé 7 jours, Les Moissons du printemps est « un joli film sans effets, mais à l'atmosphère juste et touchante. Film sourire, film tendresse ».